# Barbara Jones (lekkoatletka)
Barbara Pearl Jones, po mężu Slater (ur. 26 marca 1937 w Chicago) – amerykańska lekkoatletka specjalizująca się w biegach sprinterskich, dwukrotna złota medalistka letnich igrzysk olimpijskich (Helsinki 1952, Rzym 1960) w sztafecie 4 × 100 metrów.
Jest najmłodszą lekkoatletyczną złotą medalistką olimpijską, w 1952 w Helsinkach zwyciężyła w biegu sztafetowym w wieku 15 lat i 123 dni.

## Sukcesy sportowe
- dwukrotna mistrzyni Stanów Zjednoczonych w biegu na 50 jardów – 1957, 1958
- dwukrotna mistrzyni Stanów Zjednoczonych w biegu na 100 m – 1953, 1954
- mistrzyni Stanów Zjednoczonych w biegu na 100 jardów – 1957[2]

| Rok  | Miasto   | Zawody                   | Konkurencja                      | Wynik                     |
| ---- | -------- | ------------------------ | -------------------------------- | ------------------------- |
| 1952 | Helsinki | igrzyska olimpijskie     | sztafeta 4 × 100 m               | złoty medal               |
| 1955 | Meksyk   | igrzyska panamerykańskie | sztafeta 4 × 100 m bieg na 100 m | złoty medal               |
| 1959 | Chicago  | igrzyska panamerykańskie | sztafeta 4 × 100 m bieg na 60 m  | złoty medal srebrny medal |
| 1960 | Rzym     | igrzyska olimpijskie     | sztafeta 4 × 100 m               | złoty medal               |

## Rekordy życiowe
- bieg na 100 metrów – 11,5 – 1955